# 橙舌狗舌草
橙舌狗舌草（学名：Tephroseris rufa）为菊科狗舌草属的植物，是中国的特有植物。分布在中国大陆的青海、甘肃、西藏、四川等地，生长于海拔2,650米至4,000米的地区，常生长在高山草甸，目前尚未由人工引种栽培。

## 异名
- Senecio rufus Hand.-Mazz.
- Tephroseris rufa (Hand.-Mazz.) B. Nord. var. chaetocarpa C. Jeffrey et Y. L. Chen